# 阿久根站
阿久根站（日语：／ Akune eki */?）是位於鹿兒島縣阿久根市榮町，肥薩橙鐵道線的車站。車站編號為OR21。
觀光列車「橙食堂」和所有快速「快速海洋快車薩摩」停站。

## 歷史

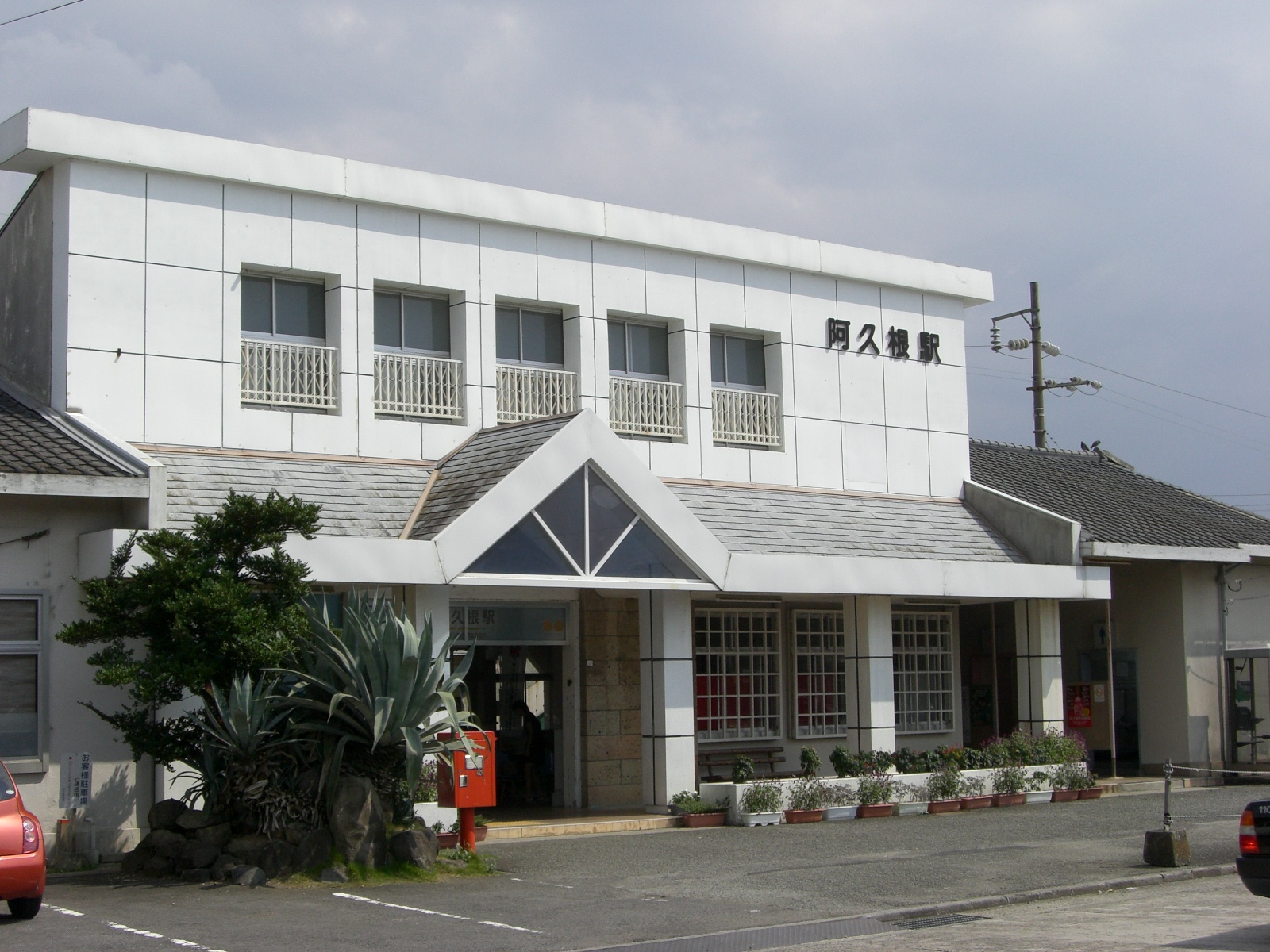
翻新前的車站大樓（2007年9月24日）

- 1922年（大正11年）10月15日 - 鐵道省川內線阿久根至西方之間開通，此站啟用。
- 1945年（昭和20年）8月12日 - 美軍空襲阿久根，車站大樓燒毀。
- 1946年（昭和21年）2月21日 - 臨時車站大樓竣工。
- 1949年（昭和24年）
  - 3月27日 - 現時的車站大樓竣工。
  - 6月1日 - 日本國有鐵道成立，成為國鐵車站。
- 1976年（昭和51年）4月2日 - 第1月台、第2月台之間的跨線橋竣工。
- 1978年（昭和53年）4月25日 - 新設綠色窗口。
- 1984年（昭和59年）2月1日 - 終止貨物起卸業務。
- 1986年（昭和61年）10月1日 - 終止行李、郵遞業務。
- 1987年（昭和62年）4月1日 - 伴隨國鐵分割民營化，車站由九州旅客鐵道（JR九州）營運。
- 2004年（平成16年）3月13日 - 九州新幹線鹿兒島中央站（當日由西鹿兒島站改名而成）至新八代站之間開業，使鹿兒島本線八代站至川內站之間的鐵路業務由肥薩橙鐵道繼承。
- 2004年（平成16年）3月27日 - 來往新八代至此站觀光快速「海風」開始營運。開始設有定期列車於此站為終站。
- 2005年（平成17年）3月1日 -  「海風」延伸至川內。
- 2009年（平成21年）1月25日 - 2008年（平成20年）3月15日之間，使用臥鋪特急「那霸」的2輛24系客車使用為「阿久根旅遊STAYsion」，為旅行列車[1]。（2014年10月末關閉）
- 2013年（平成25年）10月 - 開始車站大樓翻新工程。
- 2014年（平成26年）5月3日 - 車站大樓翻新工程完成，「活潑交流館阿久根站」開幕[2]。
- 2015年（平成27年）
  - 4月1日 - 肥薩橙鐵道不再管理「活潑交流館」。
  - 5月3日 - 進行活潑交流館開幕1周年紀念活動。

## 車站構造
車站是一座地面車站。車站設有2面2線的相對式月台。
在車站大樓啟用時，是一座木造平屋建築物。在1945年（昭和20年）8月，阿久根空襲被炸彈炸毀。現時的車站大樓在1949年（昭和24年）竣工，為第二代木造車站大樓。車站正面經過改裝，在2014年曾經翻新。在1號月台終端設有設有2條側線，這些側線曾經是貨物月台。現時用作停泊了維護車輛。在2000年代前，仍然設有側線與貨物月台設施。
曾經此站設有1面1線的單式月台和1面2線的島式月台，共設有2面3線的月台。在2號月台側邊為3號月台，在貨物列車側線側邊為1號月台。3號月台和側線部分列車會進行待避。隨著削減貨物列車和減少需待避列車，在末期用作停泊車輛或已退役車輛的留置線之用。在1986年11月1日時間表修正後停止使用，3號月台與側線的轉轍器在1987年內撤走。後來路軌也撤走，遺址成為了停車場。截至2016年，川内一方3號月台的位置還遺留了安全側線。
此站阿久根市為中心車站，在國鐵或JR車站時代，特急「鳳凰」、「燕」、「有明」、臥鋪特急「隼」、「那霸」、急行「開聞」、「蘇鐵」、「櫻島」等，除了在深夜時段運行的臨時特急「有明」等部分優等列車、臨時列車外，所有優等列車均停站。另外，由於車站接近海邊，在1970年代前設有多班海灘專用直通列車，從山區的薩摩大口站經川內站或水俁站前往此站。此站曾經設有綠色窗口，可購買全國JR指定票。在車站內設有Kiosk和居酒屋，也設有車站便當販賣。車站前設有市營免費停車場、由市設置的免費停泊單車場。月台還遺留特急「燕」的車廂編號。
在鹿兒島本線時代，此站為主要車站之一，設有可讓列車折返的月台構造。在國鐵、JR時代，除工程、災害使路線停運或臨時團體列車折返以外，定期列車會以此為終站，並未有班次於此站折返運行。在2004年，路線轉讓至肥薩橙鐵道之際，從3月27日起首次設有列車在此站為終點站（在到達後，列車會前往川内站），以有定期觀光快速列車「海風」。但是在2005年3月1日時間表修正，列車會延長至川內方向，以此站為終站的定期列車只維持1年便消滅。現時毎年3月中旬舉行「高尾野中之市」時，設有臨時列車來往此站至米之津站之間。
車站為有人車站。由阿久根市公益財團法人「阿久根市美麗的大海社區總體營造公社」管理。在車站內設有活潑交流館，由阿久根市管理和營運。曾經活潑交流館是由肥薩橙鐵道營運，但是在2015年3月31日終束管理，在翌日由阿久根市管理。同時，在4月1日起食堂和咖啡廳停止營業。在4月17日中午起咖啡廳重開，在5月1日起食堂重開。
- 車站櫃臺
  - 平日 6時45分 - 17時45分
  - 土休日 7時50分 - 16時15分

- 活潑交流館「阿久根屋」
  - 食堂 11時00分 - 14時00分
  - 咖啡廳 8時00分 - 19時00分
  - 商店 10時00分 - 21時00分
  - 季節市場（毎月第一個星期日營業） 11時00分 - 18時00分

在舉行臨時活動時，營業時間會有所變更。

### 月台
| 月台 | 路線          | 上下行 | 方向                 | 備註                  |
| ---- | ------------- | ------ | -------------------- | --------------------- |
| 1    | ■肥薩橙鐵道線 | 上行   | 出水、水俁、八代方向 |                       |
| 1・2 | ■肥薩橙鐵道線 | 下行   | 川內方向             | 大部分列車使用1號月台 |

列車基本上使用1號月台，在進行列車交會時，川內方向列車使用2號月台。但是，在不用列車交會時，八代、川內方向的列車也會使用2號月台。
活潑交流館開放時間是由6時30分（星期六及假日為7時00分）至21時00分之間。在其他時間（清晨與深夜時段）時段上，為了預防犯罪交流館會關閉。乘客需要使用建築物側邊的通用出入口直接前往月台。另外，由於自動售票機在活潑交流館內，與其他有人車站不同，因此在交流道開放時間以外不可購買乘車票。在這些情況下，上車時需要在車內索取整理票，下車時若持有整理票需要在車內支付車費。

## 使用狀況
在2015年度，1日平均乘車人次為357人
| 年度 | 1日平均 乘車人次 | 1日平均 上下車人次 |
| ---- | ---------------- | ------------------ |
| 2007 | 460              | 936                |
| 2008 | 429              | 897                |
| 2009 | 427              | 891                |
| 2010 | 397              | 825                |
| 2011 | 358              | 748                |
| 2012 | 343              | 712                |
| 2013 | 347              | 716                |
| 2014 | 362              | 746                |
| 2015 | 357              | 739                |

## 車站周邊

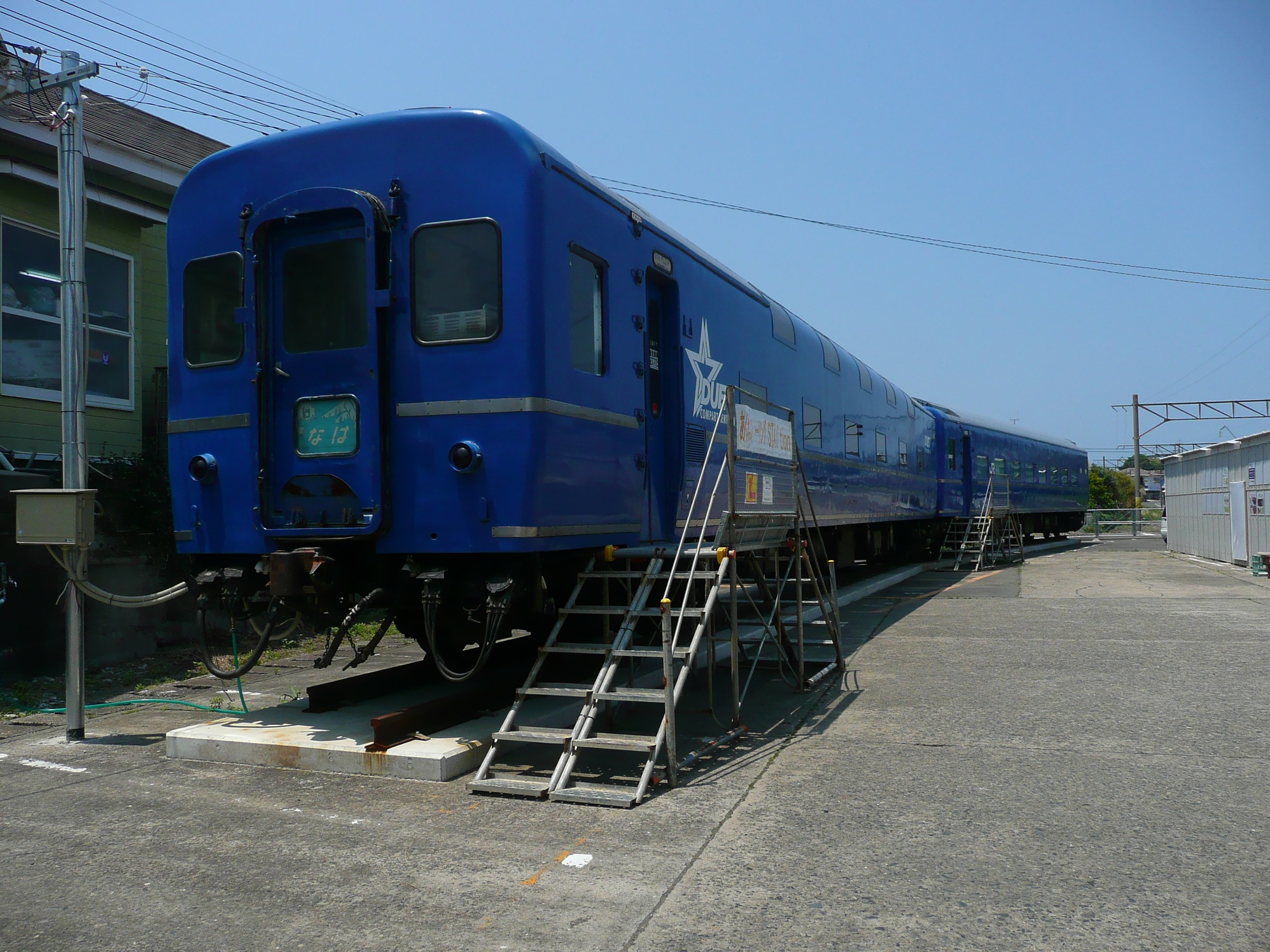
使用臥鋪特急『那霸』車輛作為騎士之家。在2015年4月起關閉。

車站建設在海邊，位於阿久根市區東北地區，阿久根市內距離各地點較近，可前往阿久根溫泉和阿久根大島等觀光地點。
- 阿久根市政廳
- 鹿兒島縣立阿久根高等學校（日语：鹿児島県立阿久根高等学校）（2007年3月31日關閉）
- 阿久根市立阿久根小學
- 阿久根郵局（日语：阿久根郵便局）
- 阿久根市民醫院（日语：出水郡医師会広域医療センター）
- 山田電機阿久根店
- 阿久根警署阿久根中央派出所（日语：阿久根警察署）
- 市場食堂「Buenkan」
- 鹿兒島縣立阿久根農業高等學校（日语：鹿児島県立阿久根農業高等学校）（2007年3月31日關閉）
- 鹿兒島縣立鶴翔高等學校（日语：鹿児島県立鶴翔高等学校）
- 國道3號
- 國道499號（日语：国道499号）
- 阿久根大島（日语：阿久根大島）
- 阿久根溫泉

## 巴士路線
站前迴旋路內設有南國交通「阿久根站前」、巴士站。
- 巴士路線
  - 市民醫院前 → 阿久根新港
  - 西方站前 → 川內站 → 車廠前
  - 折口站前 → Dandan市場前 → 指江 → 藏之元 → 平尾（長島）
  - 野田鄉站前 → 高尾野（日语：高尾野）前 → 出水站 → 米之津新町 → 水俁
  - 佐潟口
- 機場穿梭
  - 野田 → 高尾野 → 出水站→ 宮之城 → 薩摩分所前 → 鹿兒島機場
  - 阿久根市政廳

## 新幹線開業的影響
阿久根站在日本國有鐵道、九州旅客鐵道時代中。特急「燕」、臥鋪特急「那霸」、「隼」、夜間列車「開聞」、「夢燕」停站，停車班次較多。在轉為肥薩橙鐵道主要車站之一，星期六與假日快速列車「快速海洋快車薩摩」停站。雖然普通列車班次數目在轉讓後倍增，但是由於轉讓前停站班次中半數以上都是特急列車，因此實際上停站班次是有所減少。另外，鹿兒島縣在九州新幹線開業後1年進行調査中，由於列車利便性下降，使阿久根的觀光客、商務客也減少，周邊居民直接前往出水站或川内站，使阿久根的商店受到打撃。
關於相同遭遇的例子，包括北陸新幹線部分先行開業時，在信越本線時代為特急「淺間」、「白山」設有班次停小諸站，在新幹線啟用後該段信越本線轉讓至信濃鐵道，使小諸站只有快速和普通列車停站。另外，東北新幹線八戶站至新青森站開業後，設有七戶十和田站中途站，並該區間的並行在來線東北本線轉讓至青森鐵道，使本來設有特急列車停靠的三澤站、淺蟲溫泉站、野邊地站只有快速和普通列車停靠。

## 相鄰車站
肥薩橙鐵道
■肥薩橙鐵道線
- ■觀光列車「橙食堂」停車站

■快速「快速海洋快車薩摩」（只於星期六日運行）
折口（OR20）－（赤瀨川號誌站）－阿久根（OR21）－上川內（OR27）
■快速「超級橙」（只限1號停站，只於星期六日運行）、■普通
折口（OR20）－（赤瀨川號誌站）－阿久根（OR21）－牛之濱（OR22）

## 注腳
1. ↑  .   [2009-01-29]. （原始内容存档于2009-01-29）.
2. ↑  寶滿志郎(2014年5月10日). “肥薩おれんじ鉄道:阿久根新駅舎オープン 市が2億1000万円かけ全面改修 ななつ星in九州の水戸岡氏デザイン”. 毎日新聞 (毎日新聞社)
3. ↑  .   [2020-04-06]. （原始内容存档于2020-04-06）.
4. ↑  facebookにぎわい交流館阿久根駅【阿久根屋】4月17日
5. ↑  鹿兒島縣統計年鑑
6. ↑  鹿児島県交通政策課「九州新幹線・肥薩おれんじ鉄道開業影響調査」（平成17年3月）PDF
7. ↑  小諸站設有高速巴士前往東京都內方向。
8. ↑  但是，三澤站和野邊地站均設有前往首都圈方向的直行夜行高速巴士

## 外部連結
- 阿久根站（各站資訊） （页面存档备份，存于） - 肥薩橙鐵道
- 國土地理院地圖參閲服務 （页面存档备份，存于） - 阿久根站周邊1/25000地形圖
- 阿久根旅遊STAYtion - 從車站步行約15秒（車站大樓左邊；前藍色列車活用的住宿設施）